# بيل كارول
بيل كارول (بالإنجليزية: Bill Carroll)‏ هو مغن مؤلف أمريكي، ولد في 29 ديسمبر 1966 في ويلمنغتون في الولايات المتحدة.

## وصلات خارجية
- الموقع الرسمي